# Bruins de Chilliwack
Les Bruins de Chilliwack sont une franchise de la Ligue de hockey de l'Ouest.

## Histoire
En 2005, la ville de Chilliwack se voit accorder une franchise de la Ligue de hockey de l'Ouest (LHOu). Certains des propriétaires des Americans de Tri-City vendent leur part dans cette dernière équipe afin de créer une nouvelle équipe junior.
Dès leur première saison, les Bruins finissent à la quatrième place de leur division et participent dès leur première saison aux séries éliminatoires. Ils perdent dès le premier tour contre les Giants de Vancouver.
En 2011, l'équipe déménage à Victoria pour devenir les Royals de Victoria.
Le logo des Bruins n'est pas sans rappeler le logo des Bruins de Boston de la Ligue nationale de hockey.